# Partito della Classe Media Tedesca
Il Partito della Classe Media Tedesca in tedesco Reichspartei des deutschen Mittelstandes), noto dal 1920 al 25 come Partito economico delle classi medie (in tedesco Wirtschaftspartei des deutschen Mittelstandes), è stato un partito politico tedesco conservatore durante la Repubblica di Weimar. Era comunemente noto come Wirtschaftspartei o WP.

## Storia
Dopo l'istituzione della Repubblica di Weimar il Partito Popolare Nazionale Tedesco (DNVP), emerso come il principale partito conservatore, sperava di includere la borghesia tedesca come parte naturale della propria base di appoggio. Tuttavia, non fu così, poiché il partito divenne rapidamente associato agli interessi rurali e a quelli delle grandi imprese e di conseguenza, nel 1920, fu costituito il WP come partito della Mittelstand (classe media). Al fine di riflettere le opinioni di questo gruppo, il WP chiese una riduzione del coinvolgimento economico del governo, una mano più libera per le imprese e una riduzione delle tasse. Vicino all'Associazione centrale dei proprietari di case e proprietà, era particolarmente contrario alla rivalutazione, che considerava un attacco ai diritti dei proprietari. Il WP non ottenne grande supporto dalla classe media, poiché alcuni andarono con il DNVP o uno dei due partiti liberali, mentre altri preferirono alternative di estrema destra, ma generalmente il WP emerse come il gruppo principale per il supporto alle classi medie. 
La sua prima rappresentanza la ottenne nel Landtag di Prussia nel 1921 ed entrò nel Reichstag nel 1924. Il suo miglior risultato lo ottenne in un'elezione nazionale, nel 1930, quando ottenne 23 seggi. Questi si ridussero ad appena due alle elezioni successive, quando perse la maggior parte del suo sostegno a favore del partito nazista.

## Sassonia
Il partito ebbe il suo seguito più forte in Sassonia, negli anni 1920, e quando partecipò per la prima volta le elezioni del Landtag della Sassonia, nel 1924, ricevette il 7,9% dei voti a Chemnitz-Zwickau, l'unico distretto in cui si trovava.
Nel 1926 il partito collaborò con il Partito Popolare Tedesco, DNVP e il Partito del Reich, per i diritti civili e la deflazione, in un patto contro i "partiti rossi" in Sassonia, sostenendo che la sinistra stava usando quello stato per lanciare il suo assalto alla Repubblica di Weimar allo scopo di instaurare il comunismo in Germania. Il patto tuttavia non ebbe successo poiché si insediò nello stato un governo del Partito socialdemocratico tedesco prima che il WP rompesse con i suoi alleati del Partito del Reich, sulla questione della rivalutazione della proprietà (alla quale il WP si opponeva e il Partito del Reich sosteneva).
Nondimeno il successo ottenuto in Sassonia si riflesse nelle elezioni del Reichstag del 1928, dove l'8,5% ottenuto dal partito fu di gran lunga il più alto del paese. Scese al 7,3% nel 1930 e fino all'1% nel luglio 1932 quando il WP, che aveva adottato la retorica e il corporativismo antiparlamentare, vide il suo sostegno trasferirsi al partito nazista in Sassonia come era accaduto nel resto del paese.